# Obrium schwarzeri
Obrium schwarzeri är en skalbaggsart som beskrevs av Hayashi 1974. Obrium schwarzeri ingår i släktet Obrium och familjen långhorningar.
Artens utbredningsområde är Taiwan. Inga underarter finns listade i Catalogue of Life.